# Mars Pathfinder

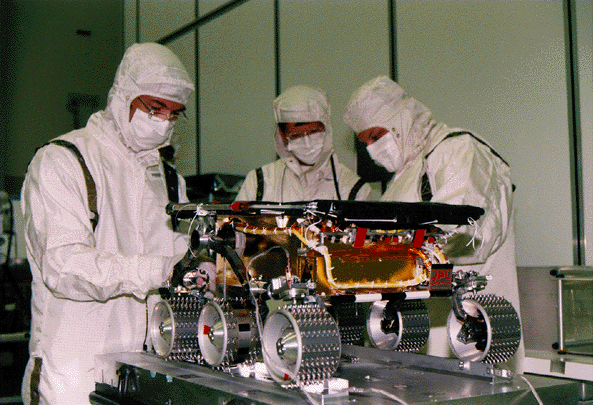
Een impressie van Sojourners afmetingen

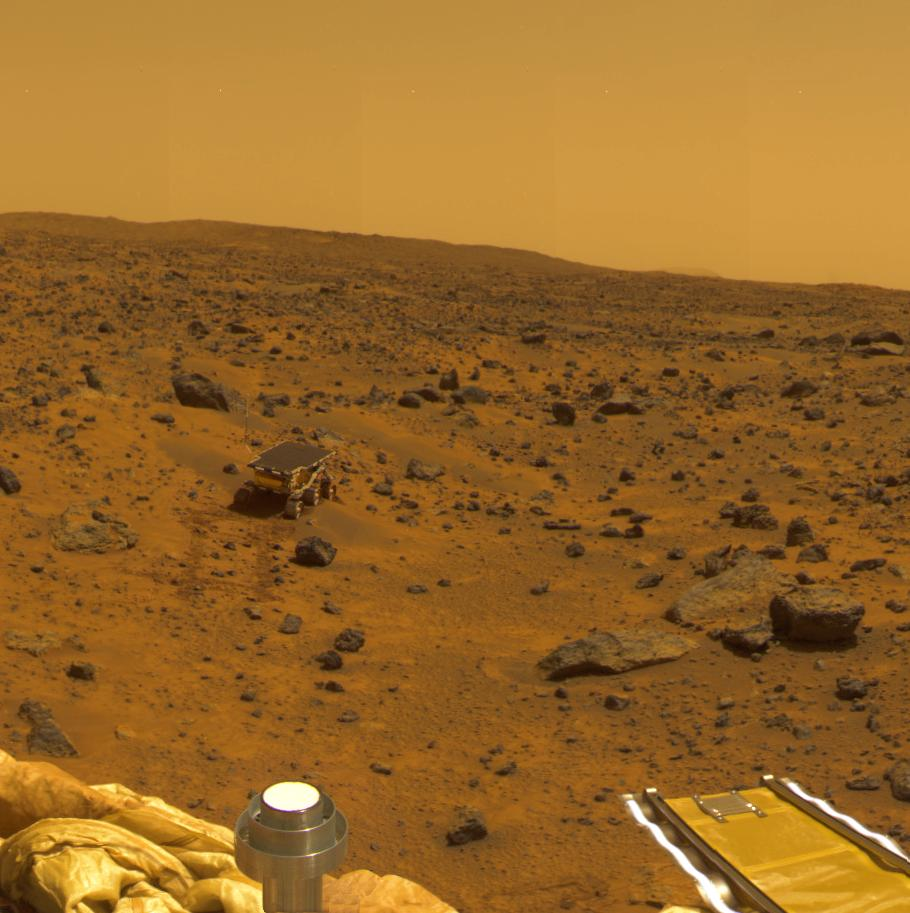
Sojourner op Mars

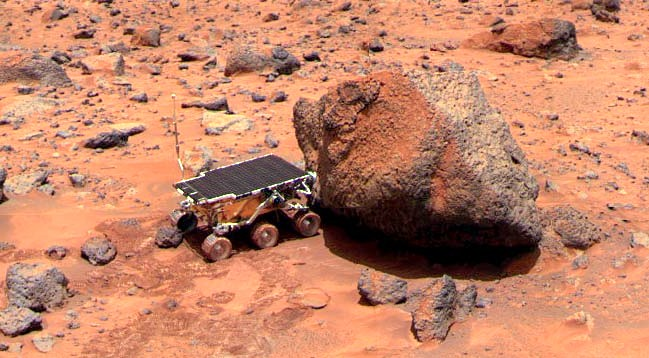
De Sojourner aan het werk bij de Yogi Rock

De Pathfinder werd op 4 december 1996 gelanceerd met een Delta II vanaf CCAFS Lanceercomplex 17 en bereikte Mars op 4 juli 1997 (16:56:55 UTC, MSD 43905 4:41 AMT, 26 Taurus 206 Darische). Bij de landing waren remraketten nodig voor het voldoende afremmen en werden er stuiterballonnen gebruikt om zijn val te breken. Nadat de stuiterballonnen leeggelopen en teruggetrokken waren, konden de zijwanden van de lander openklappen, om zo stroom op te wekken en de losse robotverkenner Sojourner ruimte te geven om weg te rijden. De eerste uren konden zowel Pathfinder als Sojourner echter niets uitrichten, niet alleen omdat ze eerst instructies moesten ontvangen vanop de aarde, maar tevens omdat hun accu's moesten opladen.
De belangrijkste taak na de landing van de Pathfinder, was om metingen van de atmosfeer (die bij het afdalen genomen waren) door te sturen. De Pathfinder was gebouwd als lander en meetstation, maar ook voor ondersteuning van de Sojourner (data, geheugen, foto's, communicatie).
Het doel van de Sojourner was het maken van foto's van de oppervlakte van Mars. Ook moest het wagentje onderzoek doen naar stenen, rotsen, stof en afdrukken van zijn eigen wielen op het planeetoppervlak.
De Pathfinder en de Sojourner bleven werken tot op 27 september 1997 door een onbekende oorzaak het radiocontact wegviel. Wetenschappers probeerden nog enige maanden het contact te herstellen, maar op 10 maart 1998 staakten zij hun pogingen daartoe.
Het totale gewicht van de Mars Pathfinder (inclusief Sojourner) was 870 kilogram.